# Thymus karatavicus
Thymus karatavicus là một loài thực vật có hoa trong họ Hoa môi. Loài này được Dmitrieva miêu tả khoa học đầu tiên năm 1964.